# Magic: The Gathering
Magic: The Gathering (col·loquialment conegut com a Magic o MTG), és un joc de cartes col·leccionables dissenyat per Richard Garfield i comercialitzat per Wizards of the Coast des del 1993. Va ser el primer joc d'aquest gènere, i des de llavors sempre ha estat el més popular, amb uns vint milions de jugadors arreu del món al 2015, distribuïts en més de setanta països.
Les partides de Magic representen una batalla entre dos o més mags, coneguts com a Planeswalkers (literalment, Caminants de plans), els quals utilitzen conjurs, ítems, i monstres màgics per derrotar el rival. Cada arma està representada per una carta, la qual té un efecte sobre el joc quan és jugada. Cada carta té un efecte i característiques diferents de les altres, per aquest motiu, hi ha cartes que són més poderoses o més díficils de jugar.
A diferència de la majoria de jocs de taula, a Magic: The Gathering els jugadors juguen cadascun amb un conjunt personalitzat de cartes, anomenat baralla, o 'deck'. Per aquest motiu, un dels aspectes que fa que jugar Magic sigui molt divertit és que hi ha una gran quantitat de possibles baralles, per això depenent de amb quina i contra quina juguis les partides són molt diferents entre si.
Magic: The Gathering disposa d'un sistema organitzat de joc, de manera que hi ha tornejos a molts països i localitats. El joc es juga especialment els divendres a la nit, quan esdevé una trobada de jugadors a un lloc determinat (coneguda com a Friday Night Magic, o FNM per abreujar), i s'hi juguen un o diversos tornejos. Tanmateix, hi ha llocs on els tornejos es porten a terme en altres moments de la setmana, per exemple els dissabtes. A més, es van celebrant tornejos importants arreu del món, on hi participen jugadors tant professionals com amateurs. El torneig més important del món és el Worlds, i se celebra un cop a l'any.

## Regles del joc

### Funcionament bàsic
Cada jugador comença una partida de Magic: The Gathering amb 20 "punts de vida", i quan un d'aquests jugadors té 0 o menys punts de vida, perd la partida. Els jugadors comencen decidint qui començarà la partida (s'acostuma a decidir amb el llançament d'un dau), i posteriorment roben (robar significa agafar la carta superior de la seva baralla) set cartes. Des d'aquest moment, es va prosseguint una seqüència de torns. Cada torn pertany a un jugador, on el propietari roba una carta (excepte en el primer torn del jugador que comença la partida, en el qual no es roba carta), juga cartes de la mà i ataca amb les criatures que té sota el seu control. Una vegada ha acabat, passa el torn al jugador que hi ha a la seva dreta. I així successivament, fins que un dels jugadors és proclamat guanyador.

### Com decidir una partida
Un jugador guanya si es compleix alguna de les següents condicions:
- tots els altres jugadors perden.
- una carta indica que ell és proclamat guanyador.

Un jugador perd si es compleix alguna de les següents condicions:
- té 0 o menys punts de vida.
- en conseqüència d'un efecte que indica que ell perd.
- intenta robar i no pot perquè no queden cartes a la seva baralla.
- té deu o més comptadors de verí. Abans de la col·lecció Scars of Mirrodin, els comptadors de verí eren molt rars, i molt poques cartes del joc s'hi referien. Això no obstant, des d'aquesta col·lecció, hi ha un nombre destacat de cartes que s'hi basen.

### Fases del torn
- 1 - Fase de començament del torn
  - 1.1 - Fase de redreçar. Els permanents que estaven girats deixen d'estar-ho.
  - 1.2 - Fase de manteniment
  - 1.3 - Fase de robar. El jugador actiu roba una carta
- 2 - Primera fase principal
- 3 - Fase de combat
  - 3.1 - Fase de declarar atacants
  - 3.2 - Fase de declarar bloquejadors
  - 3.3 - Fase de resoldre dany
- 4 - Segona fase principal
- 5 - Fase de final del torn
  - 5.1 - Fase final
  - 5.2 - Fase de neteja. El jugador actiu descarta cartes fins a tenir-ne només 7, en cas de tenir-ne més.

### Zones físiques del joc
- Camp de batalla: on es dipositen els permanents del jugador.
- Baralla: les cartes que el jugador robarà durant la partida.
- Cementiri: on es dipositen els no-permanents un cop han fet el seu efecte, els permanents destruïts, les cartes descartades, i els encanteris contrarestats que no s'han resolt.
- Mà: les cartes a disposició del jugador per ser usades.
- Exili: on van les cartes que s'han remogut del joc.

### Permanents i No-Permanents
Hi ha dos tipus genèrics de cartes: permanents i no-permanents. Els permanents, que es divideixen en terres, criatures, artefactes, encantaments i planeswalkers, quan són jugats se situen en una zona anomenada "camp de batalla", la qual cosa significa que els seus efectes en el joc persisteixen fins que alguna carta fa que deixin de fer efecte. Els no-permanents, que es divideixen en conjurs i instantanis, fan un efecte immediat i se'n van a una zona anomenada "cementiri", i aquest efecte o bé perdura fins a algun moment concret (normalment fins al final del torn en curs), o bé modifica els efectes dels permanents, per exemple destruint-los (enviant-los al cementiri) o potenciant-los temporalment. Per norma general, les cartes al cementiri no tenen cap efecte, tot i que segueixen formant part del joc.

### La pila
Això no obstant, tots els permanents -a excepció de les terres- també són spells en un cert moment, concretament quan són jugats. D'aquesta manera, abans d'entrar en joc passen per una zona especial anomenada "pila". La pila és una zona imaginària per on les cartes (tant spells com permanents) i les habilitats hi passen abans de "resoldre's" (entrar en joc en el cas dels permanents, fer el seu efecte i anar al cementiri en el cas dels instantanis i conjurs o fer el seu efecte en el cas de les habilitats). Això serveix perquè hi pugui haver "respostes" a les cartes i habilitats. Una resposta és quan es juga una carta o s'activa una habilitat, abans que aquesta es resolgui, es juga un altre spell o una altra habilitat. Això es deu al fet que la pila té la peculiaritat que si hi ha més d'un spell o habilitat esperant per resoldre's, els que s'han jugat més tard es resolen abans. Això no obstant, els únics spells que poden servir com a resposta són els instantanis. Les altres cartes només es poden enviar a la pila quan està buida.

### El manà
Per jugar cartes, els jugadors necessiten mana. Totes les cartes, a excepció de les terres i certs artefactes que es poden jugar de franc, requereixen mana per ser jugades. Per això, quasi totes les baralles inclouen terres, perquè són usades per produir mana i per tant, per jugar les altres cartes. Les terres no tenen cost de mana, i només se'n pot jugar una per torn. El manà pot ser de cinc colors: blanc, blau, negre, vermell o verd; o pot ser incolor. Cada carta pot ser d'un o més colors d'entre aquests cinc (també pot ser incolora, en el cas de la majoria d'Artefactes). Cada carta té un cost de manà determinat. Per exemple, una carta pot tenir un cost de {1}{B}{R}. Això significa que has de tenir tres mans per jugar-la ({1}+{B}+{R}), que un d'ells ha de ser negre ({B}), un altre ha de ser vermell ({R}), i l'altre pot ser de qualsevol dels cinc colors, o fins i tot incolor ({1}). Si no es disposa d'aquest mana, no es pot jugar aquesta carta.

### Golden Rule
La regla més important del joc es coneix com a "Golden Rule". Aquesta regla diu que "si l'efecte d'una carta i les regles del joc es contradiuen, té prioritat la carta". Per exemple, si una carta diu que no perds la partida amb 0 o menys punts de vida, no la perdràs, a pesar que les regles especifiquen clarament que sí. Aquest fet dona a lloc diverses "sinergies", que significa que dues o més cartes fan una combinació que és més potent que les dues cartes per separat. Això no obstant, aquest fet també és el culpable de confusions que es produeixen si dues o més cartes tenen efectes que junts creen una situació estranya. Per això, existeix un llibre anomenat Comprehensive Rules, que conté tot el reglament de manera que en totes les situacions es puguin resoldre els dubtes.

### Tipus de carta
- Criatures: són les encarregades d'assistir al mag en la batalla. En la carta de cada criatura es descriuen les seues habilitats i la seua capacitat per causar dany a l'oponent i per defensar el seu propietari. Només poden ser jugades pels jugadors durant el seu torn, i en una fase principal quan no hi hagi cap encanteri o habilitat a la pila (llevat que tinguin una habilitat que permeti que siguin jugades com un instantani). Les criatures no poden atacar ni jugar habilitats durant el torn en què han estat jugades, si no és que alguna habilitat ho permeti.
- Conjurs: permeten millorar les habilitats d'una criatura, contrarestar els embruixos de l'oponent, i en definitiva modificar el decurs d'una partida a voluntat. Només poden ser jugats pels jugadors durant el seu torn, i en una fase principal quan no hi hagi cap encanteri o habilitat a la pila.
- Instantanis: el seu efecte és molt semblant al dels conjurs, però a diferència d'aquests, els instantanis poden ser jugats en qualsevol moment, sempre que el jugador tingui prioritat.
- Encantaments: el seu efecte és semblant al dels conjurs, però a diferència d'aquests, els encantaments un cop resolts son dipositats al camp de batalla del seu propietari i tenen un efecte permanent. Poden tenir un efecte global, o estar assignats a un permanent específic.
- Artefactes: representen objectes màgics, que poden ser usats pels planeswalkers, o equipaments que poden ser afegits a les criatures perquè augmenti la seva capacitat d'atac o defensa.
- Planeswalkers (Caminants de plans): el seu efecte és semblant al dels conjurs. Representen un aliat a la batalla. Tenen un comptador de lleieltat, que representa en tot moment els punts que poden dedicar a jugar les seves habilitats, i també la seva vida. Durant el torn del seu propietari, aquest pot modificar els seus comptadors de lleieltat jugant una de les seves habilitats. No pot jugar habilitats que requereixin usar més comptadors de lleieltat dels què tingui. Si el comptador de lleieltat baixa a 0 o menys, el Planeswalker morirà i serà dipositat al cementiri del seu propietari. Els oponents poden atacar als planeswalkers amb les seves criatures així com ho farien amb els seus adversaris, per tal de reduir els seus comptadors de lleieltat tants punts com mal sofreixin de les criatures. En definitiva, els planeswalkers representen un jugador aliat que controla el seu propietari.
- Terres: els mags extreuen de la terra el manà que necessiten per dur a terme una batalla. Cada mag, a més, pot decidir quina mena de terra li convé per als seus encanteris. Hi ha de cinc classes de terra bàsica: muntanya, illa, planura, pantà i bosc, cadascuna representada amb un color (vermell, blau, blanc, negre i verd). Cada tipus de terra està relacionada amb un perfil d'encanteris diferents segons la seua personalitat o filosofia (descrita més avall). A part de les terres bàsiques, existeix una gran quantitat de terres no bàsiques diferents, amb habilitats que no sempre estan relacionades amb l'aportació de manà a la reserva de manà del seu propietari.

Algunes cartes son de més d'un tipus de carta. Per exemple, existeixen les Criatures-Artefacte, els Encantaments-Artefacte i les Terres-Artefacte.

## Els colors de Magic
En el món de Magic hi ha cinc colors: blanc, blau, negre, vermell i verd. Cada color representa un tipus de màgia, la seva filosofia, els seus punts forts i les seves debilitats.
- El blanc és el color de la llei, l'ordre, la igualtat, la justícia i la llum (però no necessàriament el del "bé"). Els principals tipus de criatures blanques són cavallers, soldats, samurais, clergues i àngels. En el joc, els punts forts del blanc són protegir les criatures, curar el mal causat als jugadors, equilibrar la partida i imposar restriccions als altres jugadors. Les principals debilitats del blanc són les dificultats per respondre a les amenaces mitjançant l'eliminació directa i el fet que la majoria dels seus encanteris més poderosos afecten per igual a tots els jugadors.

- El blau és el color del coneixement, la il·lusió, la raó, l'engany i la ingenuïtat. Les principals criatures blaves són mags, fades i esperits de l'aire i de l'aigua. En el joc, els punts forts del blau són robar cartes addicionals, tornar els permanents de l'oponent a la seva mà i contrarestar els encanteris de l'oponent quan els juga.

- El negre és el color de la mort, l'obscuritat, l'egoisme i l'ambició (però no necessàriament el del "mal"). Les principals criatures negres són zombis, dimonis, rates i horrors. En el joc, els punts forts del negre són destruir les criatures de l'oponent, fer descartar cartes, ressuscitar criatures pròpies i canviar punts de vida per altres efectes. La principal debilitat del negre és que no pot desfer-se de la majoria d'encantaments, artefactes i criatures negres en joc.

- El vermell és el color de la destrucció, la guerra, la passió, el caos i la ira. Les principals criatures vermelles són goblins, dracs, bàrbars, i esperits de la terra i del foc. El vermell és un dels millors colors per destruir criatures, terres i artefactes i fer mal directe a l'oponent. Les principals debilitats del vermell són que no pot desfer-se dels encantaments i la tendència autodestructora dels seus encanteris. La majoria de les criatures, encantaments, etc. tenen un cost de manà baix, per poder acabar ràpid amb l'oponent. Si la partida s'allarga una mica més de l'esperat, aquest color cada cop ho té més difícil per poder guanyar la partida.

- El verd és el color de la vida, la naturalesa, el creixement, l'instint i la interdependència. Les principals criatures verdes són elfs, bèsties, insectes, druides i animals diversos. El verd té les criatures més poderoses i les millors maneres d'aconseguir terres addicionals i manà. Les principals debilitats del verd són que té dificultats en desfer-se de les criatures de l'oponent i que la majoria de les seves estratègies es basen en les criatures.

Al darrere de les cartes es poden veure cinc esferes de color, En el sentit de les agulles del rellotge i començant des de dalt els colors són: blanc, blau, negre, vermell i verd. Els colors adjacents són "aliats" i tenen estratègies i habilitats similars o complementàries. Per exemple, el blau té un bon nombre de criatures voladores. El blanc i el negre en tenen bastants, al contrari del vermell i del verd, que en tenen poques. Els colors que no estan adjacents són "enemics" i són temàticament oposats. Per exemple, el vermell és el color del caos, mentre que el blanc és el de la llei i el blau el de la lògica.
Les cartes de dos colors o més van ser introduïdes per primera vegada a l'expansió Legends i utilitzen un marc daurat per poder diferenciar-les millor. Aquestes cartes generalment combinen les filosofies dels colors que les componen.
Cartes "hibrides" de dos colors van ser introduïdes a l'expansió Ravnica i tenen un marc mig d'un color i mig de l'altre. Aquestes cartes poden ser pagades amb un o més dels seus colors.

## Construir la baralla

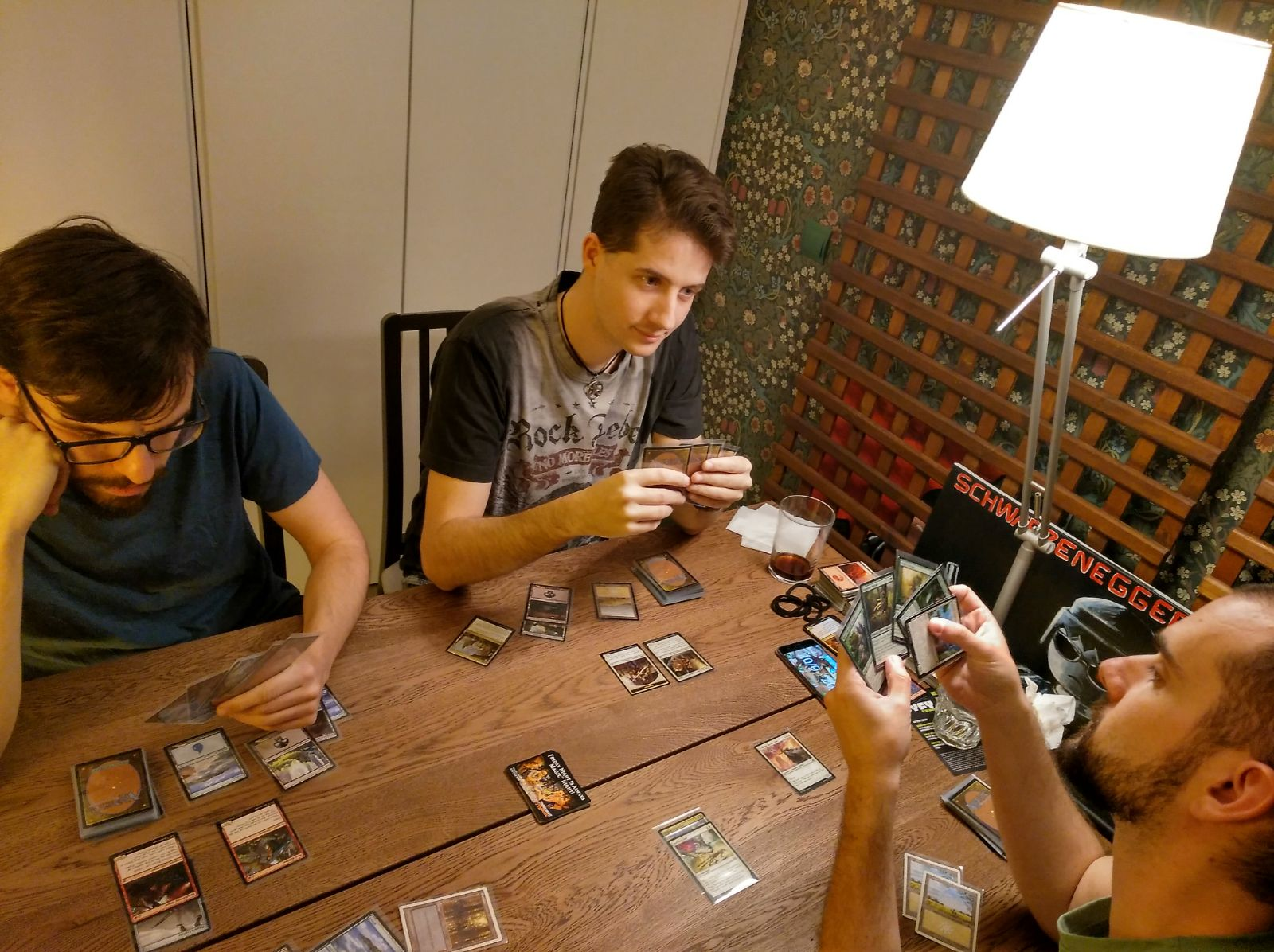
Un grup de jugadors competint en la modalitat "draft" en què, amb sobres nous, improvisen els malls abans de la partida

Cada jugador necessita una baralla de cartes pròpia per jugar una partida de Magic. Els principiants normalment comencen amb una baralla preconstruïda que es ven preparada. En molts formats del joc, els jugadors poden modificar les seues baralles amb qualsevol de les cartes que posseeixin, basant-se en la tècnica del contrincant, el seu estil de joc, o fins i tot anticipar-se a la baralla d'un oponent.
En general, les baralles han d'estar compostes per un mínim de seixanta cartes. Els jugadors no poden utilitzar més de quatre còpies d'una mateixa carta, amb excepció de les anomenades "terres" bàsiques, que actuen com una font estàndard de recursos en Magic. [4] Aquestes dues regles són menys flexibles en els formats "limitats", en què la mida mínima de baralla és de quaranta cartes. Segons el tipus de joc, algunes cartes més poderoses són "restringides", és a dir, només una única còpia és permesa per cada baralla, o "prohibides", és a dir, el seu ús no està permès.
La decisió sobre quin color utilitzar és part important en el procés de crear una baralla. Els encanteris en Magic venen en cinc colors diferents, cadascun amb les seves fortaleses i debilitats, raó per la qual jugar amb més d'un color pot ajudar a donar més versatilitat i millor rendiment a una baralla. Tanmateix, reduir el nombre de colors incrementa notablement les possibilitats de robar les terres que es necessiten per jugar els encanteris més importants. Per tant, en la pràctica, les baralles d'un o dos colors són les més comunes; les baralles de tres, quatre o fins i tot cinc colors poden ser útils si estan ben dissenyades.

## Aspectes controvertits

### Sort o habilitat
Magic com molts altres jocs de cartes, combina la sort amb l'habilitat i l'estratègia. Una de les queixes habituals del joc és l'atzar que hi ha al voltant de l'obtenció de la font bàsica pel desenvolupament d'aquest joc: les terres. Massa terres (inundació de manà) o massa poques (sequera de manà), especialment en les primeres etapes del joc, pot decantar la balança cap a un cantó o altre, sense que cap dels contrincants hagi comés cap errada. Per evitar-ho, la resposta habitual dels jugadors és que cal construir una baralla de cartes proporcionada, on la proporció de terres sigui la correcte o un pèl més elevada, per a no trobar-se en situacions com l'anteriorment descrita. La proporció normal de terres en una baralla és la d'un terç del total de cartes, però pot ésser inferior en cas que la resta de cartes permetin l'obtenció de manà addicional.
Com a pal·liació d'aquest inconvenient, es va introduir la norma mulligan, que com moltes d'altres normes va néixer primer de manera pactada entre els jugadors i finalment de forma oficial. Aquesta norma permet a un jugador canviar la mà (cartes inicials amb què cada jugador comença la partida) si aquesta no és del seu gust, i li permet agafar una nova mà amb una carta menys que la mà descartada. Aquest procés es pot repetir tantes vegades com el jugador vulgui. Anteriorment, el mulligan original permetia canviar tota la mà si el jugador tenia inicialment set terres o cap terra (actualment encara s'utilitza una variació d'aquesta norma en el format de Magic Online, que permet només un canvi total de la mà inicial si aquesta conté zero, una, sis o set terres).

### Temes demoníacs
Durant els seus primers anys de vida, Magic: The Gathering distribuí un petit nombre de cartes amb noms o dissenys de temàtica demoníaca o ocultista, cosa que produí algunes crítiques de grups religiosos. Com a conseqüència, la companyia optà per treure-les del joc. El 2002, creient que la representació de dimonis generaria menys controvèrsia i donat que el joc havia crescut en popularitat, Wizards of the Coast revertí aquesta política i va començar a imprimir cartes amb el nom dimoni en elles.

### Apostes en el joc
Inicialment, les normes originals recomanaven que en cada partida s'apostés una carta de cada respectiva baralla. Cada jugador devia extreure una carta a l'atzar de la seva baralla i apartar-la del joc. Al final, el guanyador de la partida es quedava amb totes les cartes apartades d'aquesta manera. Aquest tipus d'aposta s'anomenava ante.
Al cap de poc temps es publicaren noves cartes que interaccionaven amb aquest fet, afegint cartes a l'aposta, extraient-ne, permetent el canvi de la carta apostada o modificant aquesta aposta inicial d'alguna manera.
Aquest aspecte del joc va portar controvèrsia degut a la prohibició de les apostes en algunes regions del planeta. A la vegada, les cartes del jocs van anar agafant un valor econòmic important, ja fos per la seva vàlua en el joc o per la seva antiguitat. I el fet de poder perdre'n alguna d'elles durant una partida començà a no agradar als participants d'aquest joc. Aquestes dues raons portaren a modificar la norma fent-la opcional.
En l'actualitat, l’ante és una norma obsoleta i que està en desús. L'última carta que la menciona s'imprimí el 1995 en l'expansió Terres Natals.

## Edicions
Les edicions de Magic: The Gathering es divideixen en 2 tipus: edicions bàsiques (considerades de nivell principiant, ja que inclouen cartes que tenen habilitats relativament simples) i expansions (considerades de nivell avançat, ja que inclouen cartes que tenen habilitats relativament complicades).

### Les primeres edicions bàsiques
Alpha es coneix també com la primera edició de Magic: The Gathering. Va ser posada a la venta el 5 d'agost de 1993 als Estats Units i es van produir un total de 2.6 milions de cartes. Tenen les cantonades més arrodonides que les cartes de la resta d'edicions. Destaca que per error no van incluir les cartes Volcanic Island i Circle of Protection: Black. Una curiositat és que durant els primers anys aquestes cartes no eren permeses als tornejos, ja que no existien fundes per ocultar les seves cantonades arrodonides i es podria construir una baralla per aprofitar aquest fet. És per això que al principi del joc aquestes cartes tenien poc valor (en l'actualitat algunes cartes d'aquesta edició s'han venut per 166000$). Les cartes més famoses d'aquesta edició són les 9 conegudes com el Power9 per haver estat considerades les millors cartes del joc durant els primers anys: Black Lotus, els 5 Mox, Ancestral Recall, Time Walk i Timetwister.
Beta es considerada la correcció d'Alpha. Va ser posada a la venta el 4 d'octubre de 1993 als Estats Units i es van produir un total de 7.8 milions de cartes. Inclou les cartes que per error no es van incloure a Alpha, i també corregeix alguns errors com per exemple els costs de manà d'algunes cartes.
Unlimited Edition es coneix també com la segona edició de Magic: The Gathering. Va ser posada a la venta l'1 de desembre de 1993 als Estats Units i es van produir un total de 40 milions de cartes. Conté les mateixes cartes que Beta. Destaca que va ser la primera edició amb els marges de color blanc, a diferència de Alpha i Beta que tenen marges negres.
Revised Edition es coneix també com la tercera edició de Magic: The Gathering. Va ser posada a la venta el 15 de novembre de 1994 ja tant als Estats Units com a Europa i es van produir un total de 600 milions de cartes. És la primera que es va comercialitzar a Espanya, i va arribar en anglès. Posteriorment les següents edicions van ser traduïdes al castellà. Les cartes més populars d'aquesta edició eren les terres dobles (retirades després a la quarta edició), el shivan dragon, el sengir vampir, el serra angel, els clon, o els birds of paradise (per citar una criatura de cada color) entre moltes d'altres. Destaca que ja no es van incloure moltes cartes considerades massa bones (entre d'elles el Power9) o inconvenients pel joc.

### Unglued, Unhinged i Unstable
Unglued és el nom d'una expansió de Magic: The Gathering, la primera amb vora platejada i no legal pels tornejos. Va eixir en agost de 1998. El seu símbol és un ou esquerdat. Entre els temes recurrents del conjunt hi havia un pollastre, un dau rodant, i diversos jocs de màgia. Va ser originalment concebut pel llavors principal dissenyador de Magic Joel Mick i el seu company dissenyador Bill Rose. Després d'haver ajudat en la creació de moltes de les expansions, van començar a parlar sobre cartes que varen ser excloses d'alguna expansió o que no es podien jugar, totes basades en les regles del joc. Pensant en això, es conceptualitzà una expansió on totes les cartes no tenen cabuda en els jocs oficials. Unglued no va ser del tot un èxit comercial com expansió, però les cartes úniques de terra bàsica - les úniques cartes legals del conjunt en tornejos - eren i segueixen sent valuoses. El conjunt desenvolupà també un seguiment de culte entre els aficionats casuals de Magic, i seguiren dues seqüeles, Unhinged, que va ser llançada en el 2004 i Unstable en 2017.